# 杭七纺蛛
杭七纺蛛（学名：Heptathela hangzhouensis）为节板蛛科七纺蛛属的动物。在中国大陆，分布于杭州、湖南等地，常生活于山坡穴居。该物种的模式产地在杭州。